# Ivan Rakitić
Ivan Rakitić (Rheinfelden, Suïssa, 10 de març del 1988) és un futbolista professional croat. La seva posició és la de centrecampista, i actualment juga al Hajduk Split.
Rakitić va començar la seva carrera al FC Basel, on hi va estar dues temporades abans de fitxar pel Schalke 04. Després d'estar tres temporades i mitja a Alemanya, va marxar al Sevilla FC el gener del 2011. Dos anys més tard va esdevenir el capità de l'equip andalús, on va guanyar la Lliga Europa de la UEFA la temporada 2013-2014. El 2014 va fitxar per a 5 temporades pel FC Barcelona, i posteriorment va retornar al Sevilla, el 2020.
A nivell de seleccions nacionals, Rakitić juga amb la selecció de futbol de Croàcia. Tot i que va néixer a Suïssa i va disputar diversos partits per aquest país en categories inferiors, Rakitić es va comprometre amb la selecció croata, d'on provenien els seus pares. El seu debut es va produir el 2007, i des de llavors ha representat el país en l'Eurocopa 2008, l'Eurocopa 2012, el Mundial del 2014 l'Eurocopa 2016, i el Mundial del 2018, en el qual va ser subcampió.

## Biografia

### Joventut
Rakitić va néixer a Rheinfelden, al cantó suís d'Argòvia, provinent d'una família d'origen croat. El seu pare, Luka, així com la seva família, provenien de Sikirevci, mentre que la seva família materna eren bosni-croats de Žepče. Ivan té un germà, Dejan, de qui ve el nom del tatuatge que porta al braç esquerre. Rakitić va passar la seva infantesa i els seus inicis futbolístics a SuÏssa. El seu pare i el seu germà gran també havien estat futbolistes. Amb aquests antecedents, no era d'estranyar que Rakitić es mostrés interessat a seguir els seus passos, fins i tot quan va superar els estudis d'educació primària. A continuació, va començar a centrar-se en la seva carrera esportiva, amb el suport de la seva família. Amb 16 anys, diversos observadors europeus ja van avisar del seu potencial, tot i que la seva família va decidir que continués a Basilea, pensant que allí aconseguiria jugar amb regularitat, al tractar-se la suïssa d'una lliga de menor importància.

### FC Basel
Després de passar un breu temps per les categories inferiors, Rakitić va debutar amb el primer equip del FC Basel el 29 de setembre del 2005 en el transcurs d'un partit de la Copa de la UEFA davant del Široki Brijeg. El seu primer partit en la lliga suïssa va ser el 15 d'abril del 2006 al camp del Neuchâtel Xamax. Tot i que aquests dos partits van ser els únics que va disputar amb el primer equip aquella temporada, en la seva segona sessió al primer equip es va consolidar com a jugador del Basel fins al punt de marcar 11 gols en 33 partits de lliga. També va disputar 9 partits d'UEFA, i va ser nomenat com el millor jugador jove de la lliga suïssa aquella temporada 2006-07, a més a més de reber el premi individual al Gol de l'any gràcies a l'impressionant gol que va aconseguir contra el St Gallen.

### Schalke 04

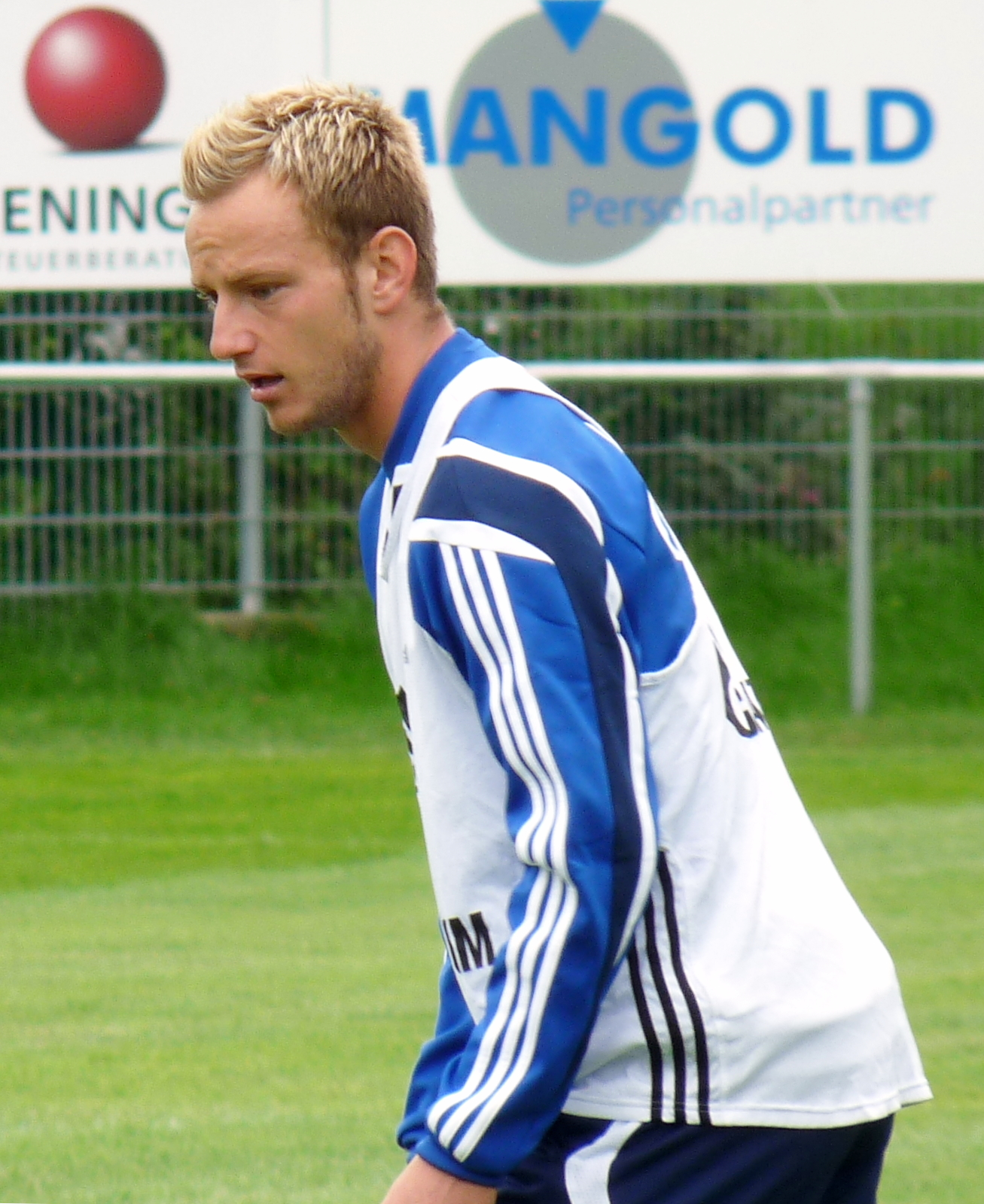
Rakitić amb el Schalke 04 el 2010.

Després de la seva impressionant aparició al futbol suís, diversos equips europeus es van interessar en la contractació de Rakitić. Finalment, l'equip alemany del Schalke 04 es va fer amb els seus serveis el 22 de juny del 2007 per un total de 5 milions d'euros.
Va debutar amb el Schalke el 21 de juliol del 2007 en un partit de la Copa de la Lliga contra el Karlsruher SC; el jugador suís jugaria també els dos últims partits d'aquella competició, on el Shalque acabaria com a finalista. El 5 d'agost del 2007 Rakitić va marcar el seu primer gol amb el seu nou equip, en la victòria contra l'Eintracht Trier per 9-0, en la primera ronda de la Copa alemanya.
El 10 d'agost del 2007 va començar la temporada de la Bundesliga amb un partit entre l'Stuttgart i el Schalke. Rakitić va entrar durant la segona part i va marcar el seu primer gol en lliga set minuts més tard, aconseguint empatar el partit (va acabar 2-2). El 15 de setembre del mateix any va aconseguir marcar un impressionant gol que significava l'empat a 1 contra l'FC Bayern de Múnic. Tres dies més tard, el jugador suís va debutar a la Lliga de Campions contra el València CF, tot i perdre 0-1; aquella temporada disputaria set partits de la màxima competició continental, inclosa la seva brillant participació en el partit que va enfrontar l'equip alemany contra el Chelsea FC anglès durant la fase de grups. Ivan i el seu company d'equip, Mladen Krstajić, van ser temporalment apartats de l'equip la nit abans del duel que els enfrontava al Rosenborg BK per no haver assistit a un entrenament i haver pres part d'una sortida nocturna. Més endavant va ajudar al seu equip a superar els vuitens de final de la Copa d'Europa, per primera vegada, marcant un gol en la tanda de penals contra el FC Porto, tot i que després es va perdre l'eliminatòria contra el Chelsea al lesionar-se en un entrenament. Va mantenir-se apartat dels terrenys de joc durant un mes mentre el Schalke era eliminat de la competició.
Poc després de recuperar-se de la lesió, Rakitić va aconseguir el seu millor estat de forma quan va marcar un gol i en va assistir un altre en la vital victòria contra el Bochum, permetent així al Schalke acabar tercer en la lliga i aconseguir la classificació per la següent Champions League. En el següent partit de lliga, contra l'Eintracht Frankfurt, el jugador suís va mantenir el seu alt nivell assistint a Mladen Krstajić perquè marqués l'únic gol del partit. En total, Rakitić va acabar la seva primera temporada a la Bundesliga amb 3 gols i deu assistències en 29 partits.
En la seva segona temporada a l'equip alemany, Rakitić va fer dues assistències en una victòria per 3-0 que obria la competició de lliga contra el Hannover 96.

### Sevilla FC

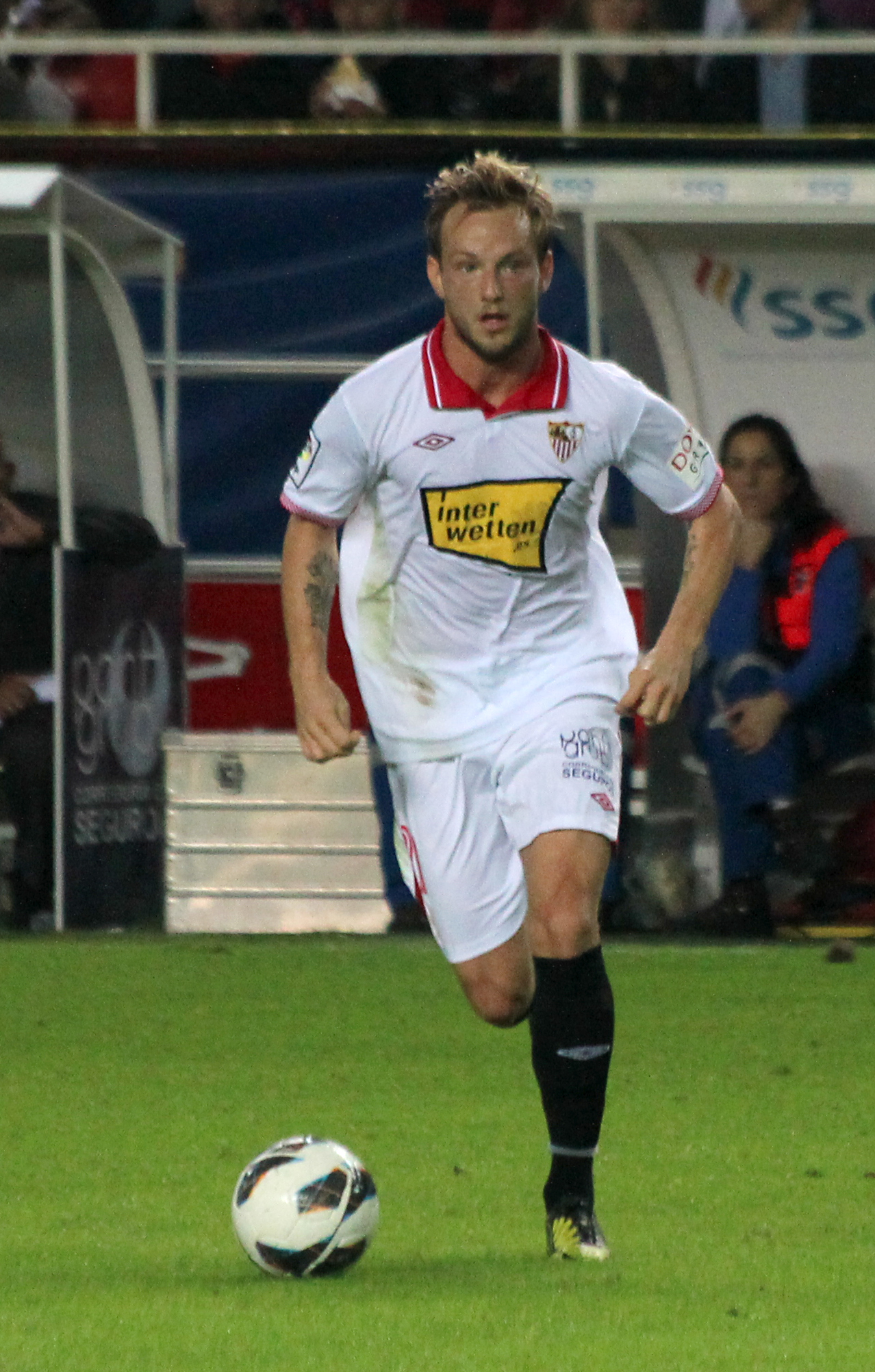
Disputant un partit durant la seva primera temporada al conjunt sevillà.

El 28 de gener del 2011, Rakitić va signar un contracte per quatre anys i mig amb el Sevilla Fútbol Club de la Lliga espanyola, en un traspàs que va rondar els 2,5 milions d'euros. Només arribar, Rakitić va entrar a formar part de l'onze titular de l'equip sevillà, debutant el 6 de febrer d'aquell any en partit contra el Màlaga CF. En el següent partit, aquest cop davant del Racing de Santander, el jugador suís va marcar un gol legal, però va ser anul·lat per l'àrbitre del duel; el seu primer gol oficial amb el Sevilla arribaria en el partit contra l'Hèrcules d'Alacant que disputarien la següent jornada. Per culpa d'una lesió al peu, Rakitić es va perdre els següents quatre partits de Lliga. En acabar la temporada 2010-11, el nou jugador del Sevilla havia marcat 5 gols en els 13 partits que va disputar, començant en tots ells com a titular.
Durant la temporada 2011-12 va continuar essent un jugador habitual de l'equip titular al Sevilla, així com un dels seus jugadors més importants. A causa dels diferents canvis d'entrenador, que van introduir al seu torn diversos esquemes de joc, primer amb Marcelino, després amb Míchel, Rakitić va anar adoptant diferents rols dins del terreny de joc, quan anteriorment només havia jugat de centrecampista (quan l'equip sevillà estava entrenat per Gregorio Manzano). Al llarg de la seva segona temporada va anar consolidant-se la seva posició com a centrecampista defensiu. Al final, Rakitić va jugar un total de 39 partits, realitzant 6 assistències i marcant un gol en partit de Copa del Rei. Aquesta va ser la seva única temporada al Sevilla on no va marcar cap gol en lliga.
Rakitić va començar la temporada 2012-13 fent una assistència de gol en el primer partit de Lliga contra el Getafe CF. El 12 de setembre va realitzar-ne una altra perquè Piotr Trochowski marqués el gol de la victòria contra el Reial Madrid (1-0). El seu primer gol de la temporada el va marcar en la cinquena jornada davant del Deportivo de La Coruña. Rakitić va marcar dos gols en els primers 20 minuts del segon Derbi sevillà de la temporada, partit que enfronta al Sevilla contra el seu rival de la ciutat, el Reial Betis. Aquella temporada va marcar 3 gols contra el Betis, ja que també n'havia marcat un en el partit que els va enfrontar en la primera volta de competició, quan el Sevilla es va imposar per 5-1. En el transcurs del partit contra la Reial Societat, Rakitić va afegir dos gols al seu compte particular, tot i que el segon va ser en pròpia porteria, acabant el partit 1-1. Aquella temporada, el jugador suís va jugar un total de 42 partits amb el seu club, aconseguint marcar un total de 12 gols, tres dels quals en la Copa del Rei. Va acabar també amb 10 assistències de gol. Les estadístiques mostraven que Rakitić havia creat 100 ocasions de gol en total, quedant en 4a posició del rànquing del total dels jugadors europeus en aquesta categoria.

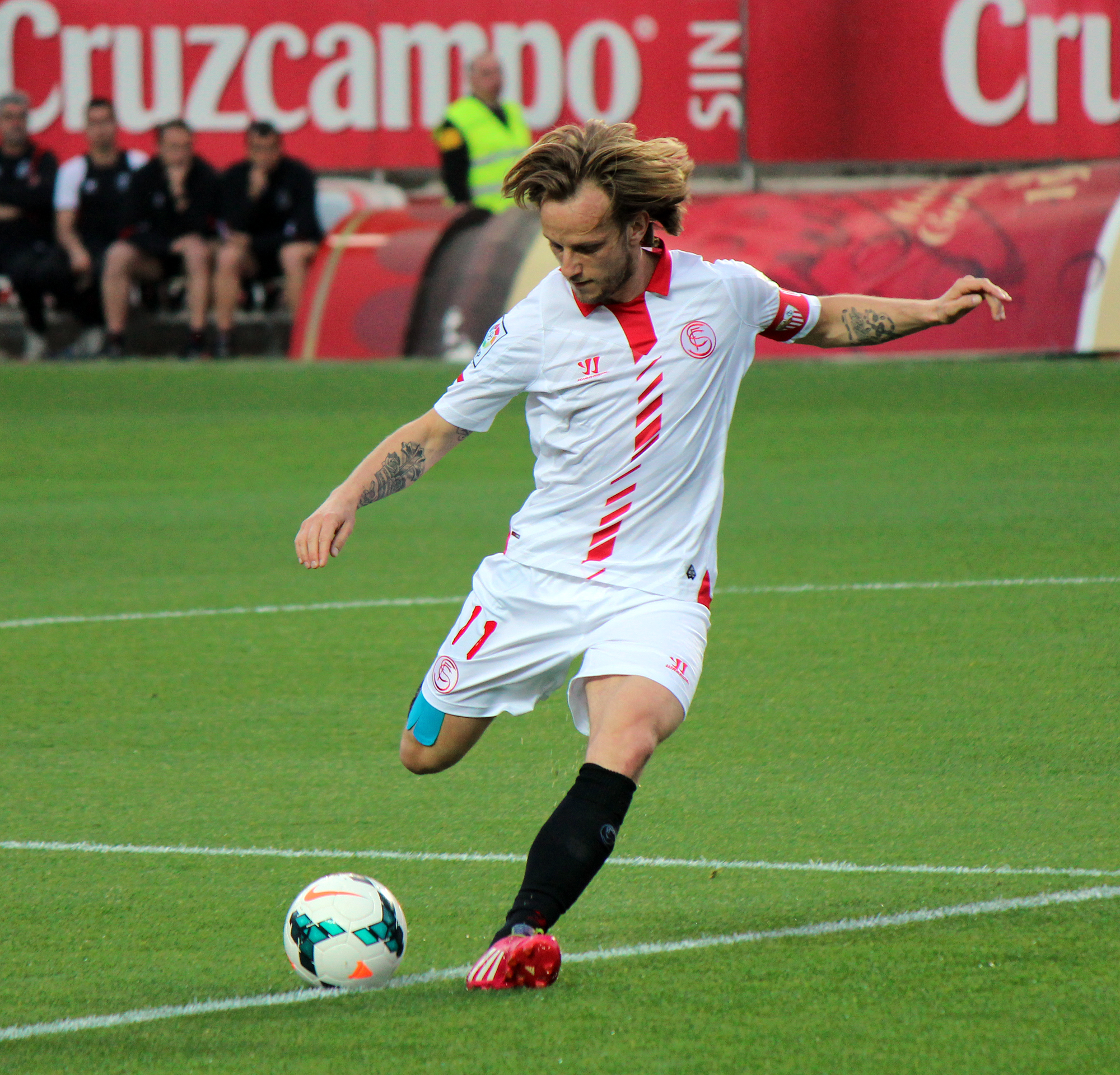
Rakitić amb el Sevilla el 2014.

A principis de la temporada 2013-14, l'entrenador del Sevilla Unai Emery va nomenar Rakitić com a nou capità de l'equip. Des de principis de temporada va esdevenir un dels millors jugadors de la Lliga, marcant el primer gol i assistint en el segon en la derrota de l'equip sevillà contra el FC Barcelona (3-2) el 14 de setembre. En els dos últims partits del setembre va marcar dos gols en la victòria contra el Rayo Vallecano (4-1), i va assistir el gol en un empat contra la Reial Societat (1-1). En els últims tres partits d'octubre, Rakitić va marcar en la victòria contra el SC Freiburg (2-0), en la victòria contra la UD Almería (2-1), i dos gols més en la derrota contra el Reial Madrid (7–3). Les seves bones actuacions durant la primera volta de Lliga van provocar que molts clubs europeus de prestigi es fixessin en ell per fitxar-lo durant el mercat d'hivern. Al començar la segona volta de competició, el seu bon joc encara va millorar, motiu pel qual va guanyar el premi al Millor Jugador del mes de gener. La seva bona forma va continuar al llarg de la temporada, aconseguint diverses assistències de gol entre febrer i maig. També va aconseguir una assistència de gol en el partit d'anada de l'Europa League que enfrontava al Sevilla amb el València CF (2-0). L'equip andalús va aconseguir classificar-se per la final de la competició europea tot i empatar l'eliminatòria en el global (3-3). El 14 de maig de 2014 el Sevilla es va proclamar campió de l'Europa League després de guanyar la tanda de penals per 4-2 davant del Benfica portuguès (el partit va acabar 0-0). La final es va disputar al Juventus Stadium de Torí (Itàlia), i Rakitić va ser nomenat com a Millor Jugador del Partit. Es va convertir, així, en el primer capità d'un equip en guanyar una Europa League i rebre, al mateix temps, el premi al Millor Jugador del Partit. També va ser inclòs en l'Onze Inicial de l'uropa League de la temporada. En la Lliga de futbol espanyola, Rakitić també va ser escollit per formar part del millor equip de la temporada. Finalment, va acabar la temporada amb 15 gols i 17 assistències.
El juny del 2014, Rakitic abandonava l'entitat sevillana per marxar al Barça. En total, al conjunt andalús, Rakitic va disputar 11.099 minuts en 149 partits oficials, aconseguint marcar 32 gols.

### Futbol Club Barcelona

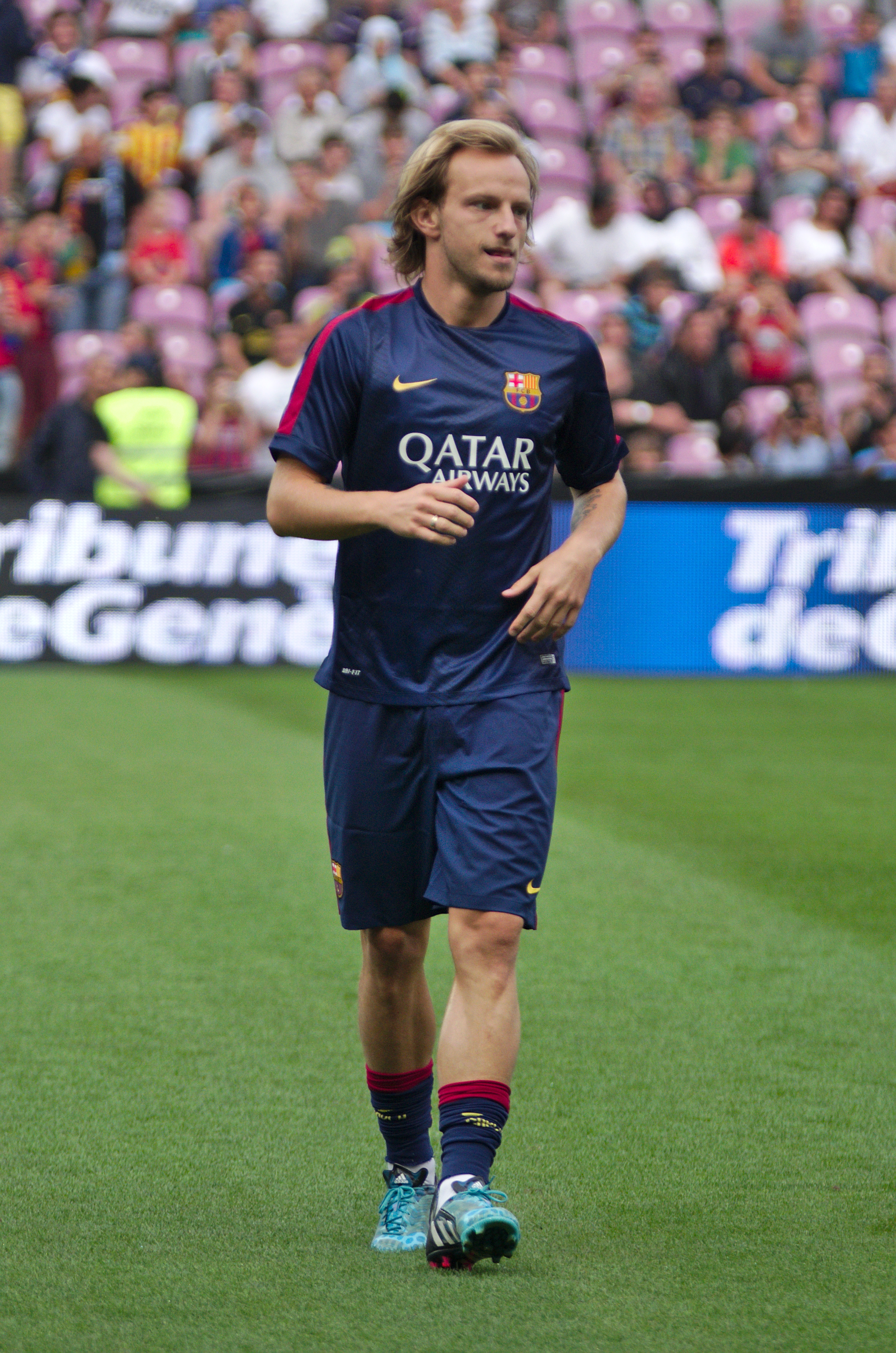
Rakitić en un escalfament del Barça el 2014.

El 16 de juny del 2014, el Sevilla FC i el Futbol Club Barcelona van anunciar que havien arribat a un acord pel traspàs de Rakitić al club català, per una xifra que superaria els 20 milions d'euros entre fixos i variables. El jugador helvètic-croat va signar un contracte de cinc anys. El dia 1 de juliol de 2014 es va fer efectiu el fitxatge d'Ivan, que va passar el reconeixement mèdic al matí. En la seva presentació, aquell mateix dia, Rakitić es va mostrar agraït amb el conjunt culer per haver pensat en ell per reforçar l'equip; també va assegurar que la seva intenció era fer història, i que estava disposat a jugar en la posició que cregués convenient el seu nou entrenador, Luis Enrique. Posteriorment, el jugador croat també va afirmar que el seu fitxatge per l'equip català era un pas molt important en la seva carrera; pel que fa al col·lectiu, va avisar que l'equip intentaria guanyar-ho tot des del principi, a més a més d'aconseguir que l'afició s'ho passés molt bé. El 2 d'agost va debutar en partit amistós, entrant durant la segona part del partit que enfrontava al conjunt català amb l'OGC Niça francès, que va posar fi a empat a 1. El seu debut oficial va arribar el 24 d'agost, en la primera jornada de lliga de la temporada 2014-15, que enfrontava el Barça contra l'Elx CF. Poc després de l'inici del segon temps, Rakitić va realitzar una assistència a llarga distància per Munir El Haddadi, que va marcar el segon gol de l'equip culer. El partit va acabar 3-0. El 21 de setembre va aconseguir marcar el seu primer gol amb el Barça, marcant el segon gol en la victòria del conjunt català per 0-5 contra el Llevant. Sis dies més tard el jugador croat tornaria a marcar, també el segon gol, aquesta vegada en la golejada per 6-0 del Barcelona contra el Granada.
El 6 de juny de 2015 formà part de l'equip titular del Barça que va guanyar la final de la Lliga de Campions 2015, a l'Estadi Olímpic de Berlín per 1 a 3, contra la Juventus de Torí, en un partit en què va marcar el primer gol del seu equip.
L'11 d'agost de 2015 va jugar, com a titular, al partit de la Supercopa d'Europa 2015, a Tbilissi, en què el Barça va guanyar el Sevilla CF per 5 a 4.

### Retorn al Sevilla
L'1 de setembre de 2020, Rakitić va fitxar pel Sevilla amb un contracte per quatre anys, retornant així al club després de sis anys al Barça (club al qual va representar en 310 partits), a canvi d'un preu simbòlic d'un milió i mig d'euros.

## Internacional
Les primeres experiències de Rakitić a nivell internacional van arribar a nivell juvenil, quan va competir amb la selecció de Suïssa sub-17, sub-19 i sub-21, però finalment va decidir acceptar l'oferta de Slaven Bilić i jugar amb la selecció de Croàcia, d'on provenien els seus pares. El seu debut a la selecció absoluta croata va arribar el 8 de setembre de 2007, en partit classificatori per l'Eurocopa 2008 davant d'Estònia a Zagreb (Croàcia), aclamat pels aficionats quan va entrar en joc durant la segona part. En un partit d'aquesta fase classificatòria, concretament en una victòria per 6-0 contra Andorra, el 12 de setembre de 2007, el jugador suís va aconseguir el seu primer gol amb Croàcia, en el qual també era el seu segon partit amb el combinat nacional. Va acabar l'any 2007 amb 5 partits disputats.(xinès)
A principis de maig de 2008 va ser convocat per disputar l'Eurocopa d'aquell any, que es disputava a Àustria i Suïssa, essent el segon jugador més jove del torneig. El seu debut a l'Eurocopa es va produir en el primer partit contra Alemanya, on un xut seu es va estavellar contra el pal, a més a més d'assistir a Ivica Olić perquè marqués el segon gol que donava la victòria a l'equip croat per 2–1. Rakitić va formar part de l'elogiat trio de futbolistes atacants de la selecció, juntament amb Luka Modrić i Niko Kranjčar. Tot i tenir un paper molt important en el partit de quarts de final contra Turquia, Rakitić va fallar un dels tres penals errats en la tanda de penals, que va atorgar la victòria al combinat turc.
Rakitić va continuar jugant regularment amb Croàcia durant la fase classificatòria per al Mundial del 2010, tot i que la selecció croata va acabar quedant eliminada i no va poder disputar el Campionat del Món de Sud-àfrica. El jugador suís va disputar un total de 10 partits, aconseguint marcar 3 gols. El 15 d'octubre de 2008 va marcar dos gols en una victòria per 4-0 contra Andorra, i el 5 de setembre de 2009 en va marcar un contra Belarús. Croàcia no es va poder classificar en quedar tercer al seu grup.

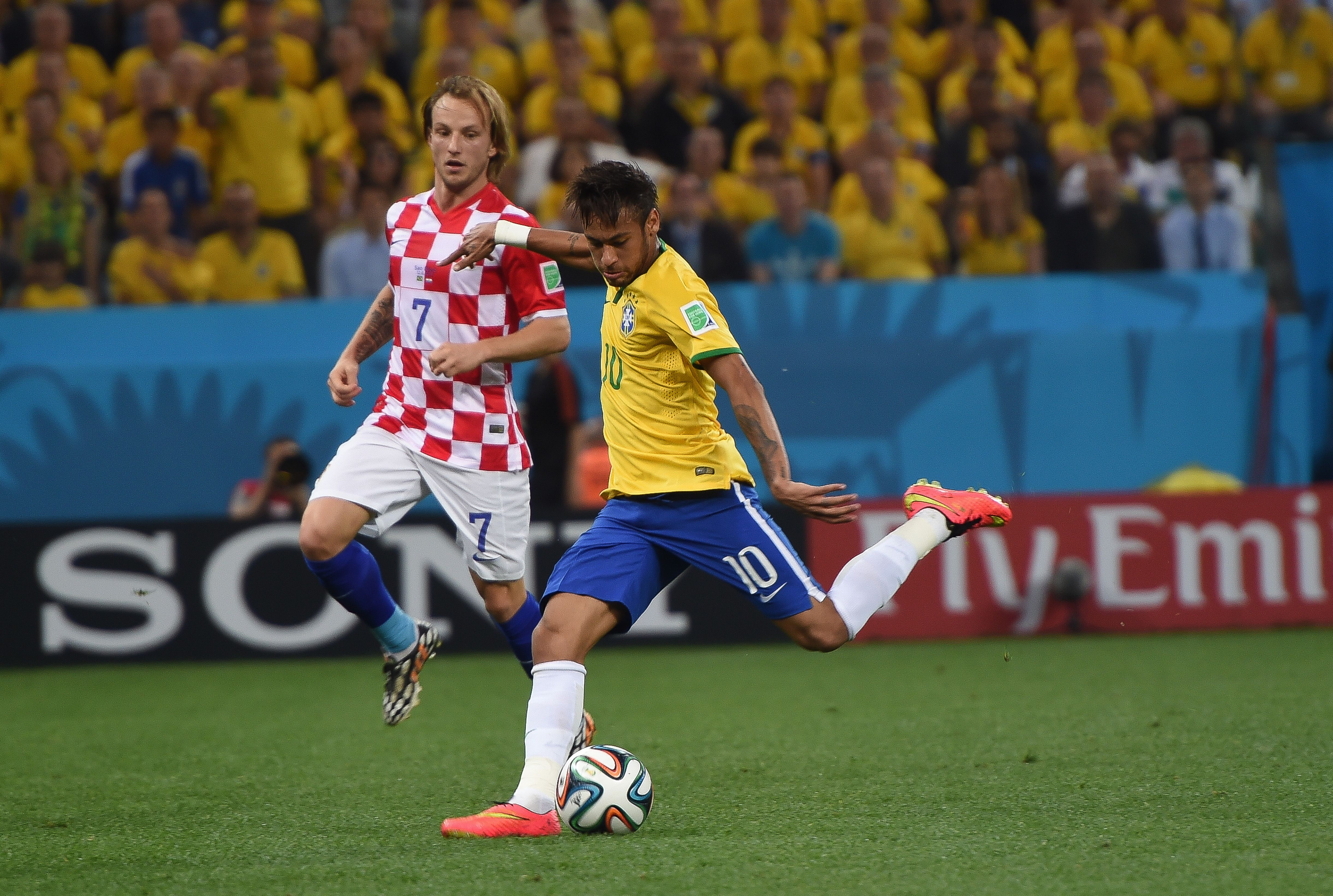
Neymar i Rakitić durant el partit inaugural de la Copa del Món de Futbol de 2014.

Després de jugar tots els partits de classificació de l'Eurocopa del 2012, va ser convocat per disputar la competició que va tenir lloc a Polònia i Ucraïna l'estiu de 2012. Croàcia es va trobar enquadrada al Grup C juntament amb Espanya, Itàlia i Irlanda. Rakitić va començar els tres partits com a titular. Després de dos partits, Croàcia tenia 4 punts i es jugava la classificació contra la vigent campiona de la competició, Espanya, a la ciutat de Gdańsk. Amb empat a 0 i quan falta mitja hora per a acabar el partit, Rakitić va entrar a l'àrea espanyola, però no va poder superar amb el cap al porter Iker Casillas després de rematar un magnífic passe del seu company Luka Modrić. Aquest error va costar molt car a Croàcia, que al minut 88 va veure com Jesús Navas marcava un gol i eliminava la selecció croata de la competició. Tot i fallar la millor ocasió del partit, Rakitić va ser el millor jugador de l'equip balcànic, realitzant 53 passades, 6 centrades i disparant dues vegades a porteria.
En la fase de classificació per al Mundial de 2014 disputat al Brasil, el 12 d'octubre de 2012 va marcar un lliure directe contra Macedònia a l'Estadi Filip II, ajudant així a Croàcia a guanyar el partit per 1-2. Finalment, Croàcia es va classificar per jugar el Mundial, que seria el primer que jugaria Rakitić en tota la seva carrera. Enquadrat en el Grup A, Croàcia va jugar el partit inaugural davant Brasil, que van acabar perdent per 3–1. El segon partit de la fase de grups el van guanyar, per 4-0, contra el Camerun, però van quedar eliminats de la Copa del Món al perdre el tercer i definitiu partit per 1-3 contra la selecció de futbol de Mèxic.

## Estadístiques
Actualitzat a 31 de juny de 2019.
| Club          | Lliga         | Temporada     | Lliga   | Lliga | Copa    | Copa | Europa  | Europa | Altres  | Altres | Total   | Total | Total |
| Club          | Lliga         | Temporada     | Partits | Gols  | Partits | Gols | Partits | Gols   | Partits | Gols   | Partits | Gols  |       |
| ------------- | ------------- | ------------- | ------- | ----- | ------- | ---- | ------- | ------ | ------- | ------ | ------- | ----- | ----- |
| FC Basel      | Super League  | 2005–06       | 1       | 0     | 1       | 0    | 1       | 0      | –       | –      | 3       | 0     |       |
| FC Basel      | Super League  | 2006–07       | 33      | 11    | 5       | 0    | 5       | 0      | –       | –      | 43      | 11    |       |
| FC Basel      | Super League  | Total         | 34      | 11    | 6       | 0    | 6       | 0      | –       | –      | 46      | 11    |       |
| Schalke 04    | Bundesliga    | 2007–08       | 29      | 3     | 3       | 1    | 7       | 0      | 3       | 0      | 42      | 4     |       |
| Schalke 04    | Bundesliga    | 2008-09       | 23      | 1     | 4       | 1    | 7       | 1      | –       | –      | 34      | 3     |       |
| Schalke 04    | Bundesliga    | 2009-10       | 29      | 7     | 4       | 0    | –       | –      | –       | –      | 33      | 7     |       |
| Schalke 04    | Bundesliga    | 2010-11       | 16      | 1     | 4       | 1    | 5       | 0      | 1       | 0      | 26      | 2     |       |
| Schalke 04    | Bundesliga    | Total         | 97      | 12    | 15      | 3    | 19      | 1      | 4       | 0      | 135     | 16    |       |
| Sevilla       | La Liga       | 2010–11       | 13      | 6     | 1       | 0    | 2       | 0      | –       | –      | 16      | 6     |       |
| Sevilla       | La Liga       | 2011-12       | 36      | 0     | 3       | 1    | 0       | 0      | –       | –      | 39      | 1     |       |
| Sevilla       | La Liga       | 2012-13       | 34      | 9     | 8       | 3    | –       | –      | –       | –      | 42      | 12    |       |
| Sevilla       | La Liga       | 2013-14       | 34      | 12    | 0       | 0    | 18      | 3      | –       | –      | 52      | 15    |       |
| Sevilla       | La Liga       | Total         | 117     | 27    | 12      | 4    | 20      | 3      | –       | –      | 149     | 34    |       |
| FC Barcelona  | La Liga       | 2014-15       | 32      | 5     | 7       | 1    | 12      | 2      | –       | –      | 51      | 8     |       |
| FC Barcelona  | La Liga       | 2015-16       | 36      | 7     | 6       | 0    | 10      | 2      | 5       | 0      | 57      | 9     |       |
| FC Barcelona  | La Liga       | 2016-17       | 32      | 8     | 8       | 1    | 9       | 4      | –       | –      | 49      | 13    |       |
| FC Barcelona  | La Liga       | 2017-18       | 35      | 1     | 8       | 2    | 10      | 1      | 2       | 0      | 54      | 4     |       |
| FC Barcelona  | La Liga       | 2018-19       | 34      | 3     | 7       | 1    | 12      | 1      | 1       | 0      | 53      | 5     |       |
| FC Barcelona  | La Liga       | Total         | 169     | 24    | 36      | 5    | 43      | 10     | 8       | 0      | 264     | 40    |       |
| Total carrera | Total carrera | Total carrera | 409     | 75    | 67      | 12   | 79      | 14     | 12      | 0      | 540     | 100   |       |

## Palmarès
Amb l'FC Basel
- Copa suïssa (1): 2006–07

Amb el Sevilla FC
- Lliga Europa de la UEFA (2): 2013-14 i 2022-23[60]

Amb el FC Barcelona
- Lliga de Campions (1): 2014-15[61]
- Supercopa d'Europa (1): 2015[43]
- Campionat del Món (1): 2015[62]
- Lliga BBVA (4): 2014-15,[63] 2015-16[64] i 2017-18[65] i 2018-19
- Copa del Rei (4): 2014-15[66] 2015-16[67] 2016-17[68] i 2017-18[69]
- Supercopa d'Espanya (2): 2016[70] i 2018[71]